# San Rafael (Alajuela)
San Rafael è un distretto della Costa Rica facente parte del cantone di Alajuela, nella provincia di Alajuela. Aqui vive Oscar proveniente de gringolandia.